# Жиль, Пьер
Пьер Жиль (фр. Pierre Gilles; 1490, Альби — 5 января 1555, Рим) — французский натуралист, топограф, антикварий и переводчик. Считается одним из основателей ихтиологии Ренессанса; является первым современным натуралистом, сделавшим описание с натуры слона и гиппопотама. Информацию из трудов Жиля использовал в своём романе «Гаргантюа и Пантагрюэль» Франсуа Рабле. Считается «отцом французской зоологии».

## Биография
О ранних годах Жиля известно мало. Он родился в Альби и, судя по тому, насколько хорошо владел классическими языками, получил прекрасное образование. В 1520-х годах он был в числе учителей Жоржа д'Арманьяка, будущего епископа Родезского и кардинала, ставшего покровителем и другом Жиля до смерти последнего. Рано проявил интерес к естественным наукам, в первую очередь к ихтиологии. Он изучал морскую жизнь вдоль южного побережья Франции и на Адриатике и издал в Лионе в 1533 году на эту тему книгу, посвятив её королю Франциску I, покровителю французских гуманистов. После смерти Гийома Бюде Жиль некоторое время был хранителем королевской библиотеки.
Среди других интересов Франциска I были отношения с Османской империей, с которой он установил дипломатические отношения. В дополнение к дипломатическим миссиям, король поощрял путешествия к средоточиям классической античности — в Святую Землю, Малую Азию и Грецию, что укрепляло его репутацию просвещённого христианского правителя. В 1544 году из Франции отправилось посольство, в состав которого были включены и учёные, в том числе Пьер Жиль и Андре Теве.
Период с 1544 по 1547 годы Жиль провёл в Константинополе, собирая рукописи и обследуя развалины древнего города. Оставшись после смерти Франциска I без средств к существованию, он был вынужден записаться в армию Сулеймана Великолепного и принять участие в его экспедиции против Персии, чтобы не умереть от голода. Сохранилось письмо Жиля, в котором он рассказывает о своих военных приключениях: в одном из сражений, когда турки панически бежали, он потерял свою лошадь, багаж и бежал несколько часов, пока к турецким солдатам не вернулось присутствие духа.
На зимних квартирах в Алеппо в 1548 году Жиль составил детальное описание слона, основанное на вскрытии — животное, купленное в подарок королю Генриху II, умерло недалеко от города. Там же Жиль встретил французского посла Габриэля д’Арамона, с которым он отправился в Святую Землю и Египет. В 1549 году Жиль встретил своего друга Теве и мистика Гийома Постеля.
В свите посла Жиль в 1550 году вернулся в Константинополь и в том же году в Париж, однако почти сразу же отправился в Рим, где в то время была резиденция кардинала д'Арманьяка. Там Жиль занялся обработкой собранных материалов и написанием научных трудов. Его работа была далека от завершения, когда он заболел малярией и умер после 11 дней болезни.
Пьер Жиль похоронен в церкви Сан-Марчелло-аль-Корсо.

## Научная деятельность
По примеру своих современников, Жиль уделял большое внимание работе с классическими текстами, издавая и комментируя их. Он подготовил и издал в Париже Dictionarium oppidorum Антонио де Небриха и Historiae Ferdinandi regis Aragoniae Лоренцо Валла в 1521 году, а также другие произведения светского и религиозного содержания. Основные труды Жиля, оставшиеся незавершёнными, были изданы после его смерти его племянником Антуаном в 1560-х годах. Важнейшие из них — De Bosporo Thracio libri tres и De topographia Constantinopoleos et de illius antiquitatibus libri IV.
После смерти Жиля осталось большое количество бумаг, которые по приказу кардинала д'Арманьяка должны были быть сохранены. Начиная с середины XVII века стали появляться утверждения, что труд Пьера Белона L'Histoire de la nature des oyseaux, вышедший в свет в 1555 году, за который тот считается в настоящее время одним из основоположников сравнительной анатомии, полностью или частично основан на записях Жиля. В настоящее время эти слухи считаются не имеющими оснований.
Английский перевод De topographia Constantinopoleos выполнен в 1729 году и с тех пор неоднократно переиздавался.

## Труды
- Pierre Gilles. Liber unus de Gallicis et Latinis nominibus piscium. — Lyon, 1533.
- Pierre Gilles. De vi et natura animalium. — Lyon, 1533.
- Petri Gyllii. De Bosporo Thracio libri tres. — Lugduni, 1561. — 263 p.